# Hoàng tử gác mái
Hoàng tử gác mái (tiếng Hàn: 옥탑방 왕세자; Hanja: 屋塔房王世子; Romaja: Oktabbang Wangseja) là một seri phim truyền hình dài tập của kênh SBS về thái tử Lee Gak thời Joseon có vợ là Thái tử phi đột nhiên chết đuối. Nghi ngờ người vợ của mình bị sát hại, Thái tử Lee Gak đã cùng ba cận thần của mình bí mật điều tra về cái chết của thái tử phi. Trong một đợt truy đuổi của thích khách, khi sắp cận kề cái chết, cả bốn người đột ngột bị đưa vượt thời gian 300 năm sau tới Seoul hiện đại. Cả bốn rơi xuống căn hộ trên gác mái của Park Ha - một cô gái trở về từ Mỹ để tìm kiếm người cha của mình. Tại Seoul thời hiện đại, Lee Gak phát hiện ra một người phụ nữ giống với người vợ yêu đã chết của mình trong quá khứ nhưng cũng đồng thời phát hiện ra một người đàn ông giống hệt mình. Với sự giúp đỡ của Park Ha, Lee Gak tìm kiếm sự tương đồng giữa quá khứ và hiện đại để giải quyết cái chết bí ẩn của vợ mình.
Với sự tham gia của các diễn viên Micky Yoochun của JYJ, Han Ji-min, Jung Yoo-mi, Lee Tae-sung... Bộ phim đã được trình chiếu trên kênh SBS từ 14 Tháng 3 năm 2012 vào Thứ Tư và Thứ Năm lúc 21:55 (KST).

## Nội dung
Tae-moo (Lee Tae-sung), sau khi giết chết người anh em họ của mình ở Mỹ, trở về Hàn Quốc tuyên bố rằng người anh em họ của mình, Tae-yong (Micky Yoochun), đã bị mất tích ở New York. Trong khi đó Tae-moo đang có mối quan hệ tình cảm bí mật với Hong Se-na (Jung Yoo-mi) - người chị cùng mẹ khác cha với Park Ha (Han Ji-min). Park Ha bị mất tích và lưu lạc sang Mỹ cũng chính là do Se-na. Hai năm sau khi Tae-yong mất tích, bốn người đàn ông mặc quần áo thời đại Joseon rơi xuống ngôi nhà trên tầng thượng của Park Ha. Người đứng đầu tự xưng là Thái tử Lee Gak của triều đại Joseon, cùng với đoàn tùy tùng là Song Man-bo (Lee Min-ho), Woo Yong-sool (Jung Suk-won), và Do Chi-san (Choi Woo-shik). Tại Seoul, Lee Gak vô tình nhìn thấy Hong Se-na rất giống với người vợ đã mất của mình. Vị thái tử tin rằng Se-na và thái tử phi chính là hoán thân của nhau trong quá khứ và hiện đại. Trong khi đó, chủ tịch Yeo (Ban Hyo-jung) một mực khẳng định Lee Gak là cháu trai đã mất tích của mình vì cả hai rất giống nhau và đinh ninh cháu trai của mình đã trở về. Để tiếp cận Se-na khi đó đang là thư ký của chủ tịch Yeo, Lee Gak đã đóng giả làm Tae-yong. Tae-moo sau khi giết người anh Tae-yong cảm thấy bất ngờ và lo sợ khi thấy người anh trở về làm việc trong công ty. Mặt khác Park Ha cảm thấy bối rối khi vị thái tử Lee Gak lại là cháu trai của chủ tịch tập đoàn Home Shopping - Tae-yong. Cô buồn bã khi Lee Gak chỉ quan tâm tiếp cận Se-na để tìm bí ẩn cái chết của Thái tử phi. Sau khi tìm được mối quan hệ giữa Se-na - Park Ha và bí ẩn trong quá khứ, Lee Gak nhận ra người mình yêu là Park Ha. Hai người làm đám cưới cùng nhau trên gác mái rồi Lee Gak dần dần tan biến mất để trở về thời Joseon, bỏ lại một mình Park Ha trong đau khổ.
Cuối cùng, cái chết của thái tử phi đã được khám phá. Người chết đuối trong hồ không phải Thái tử phi Hwa-yong mà là người em gái của Thái tử phi, Boo-yong. Boo-yong đã hi sinh để cứu vị Thái tử khỏi kế hoạch ám sát của chính gia đình mình nhằm đưa Moo-chang - người em trai thái tử bị phế truất lên làm vua.
Hwa-yong và người mẹ của mình bị đưa đi lưu đày, cả gia đình Boo-yong bị tống ngục và cái chết của Boo-yong được làm rõ.

## Diễn viên
- Park Yoochun  trong vai Lee Gak  / Yong Tae-yong
- Han Ji-min (Hàn Trí Mẫn) trong vai Park Ha(Phác Hà) / Boo-yong (Phù Dung)
- Jung Yoo-mi (Trịnh Hữu Mỹ) trong vai Hong Se-na (Hồng Thế Na) / Hwa-yong (Hoa Dung)
- Lee Tae-sung (Lý Thái Thành) trong vai Yong Tae-moo (Long Thái Mậu) / Moo-chang (Vu Trường)
- Lee Min-ho (Lý Mẫn Hạo) trong vai Song Man-bo (Tống Mãn Bố)
- Jung Suk-won (Trịnh Thích Nguyên) trong vai Woo Yong-sool (Võ Long Thuật)
- Choi Woo-shik (Thôi Vũ Thấc) trong vai Do Chi-san (Đỗ Chí Sơn)
- Ban Hyo-jung (Phan Hiểu Chính) trong vai Chủ tịch Yeo (Chủ tịch Lã)
- Lee Moon-sik (Lý Văn Thấc) trong vai Pyo Taek-soo (Biểu Thạch Tú)
- Ahn Suk-hwan (An Tích Hoàn) trong vai Yong Dong-man (Long Đông Mãn)
- Song Ok-sook (Tống Ngọc Toác) trong vai Gong Man-ok (Khổng Mãn Ngọc)
- Park Joon-geum (Phác Xuân Cẩm) trong vai Yong Sul-hee (Long Tuyết Hỷ)
- Na Young-hee (La Anh Hỷ) trong vai Jang Sun-joo (Trương Huệ Châu)
- Kang Byul (Khương Tinh) trong vai Lady Mimi
- Guzal Tursunova trong vai Becky
- Kim Dae-hee (Kim Đại Hỷ) trong vai Bang Soo-bong (Phương Tú Phụng)

## Sản xuất
- Giám đốc sản xuất: Son Jun-hyun
- Nhà sản xuất: Kim Yong-jin
- Đạo diễn: Shin Yoon-sub
- Kịch bản: Lee Hee-myung

## Soundtrack
Tính tới thời điểm này đã có 3 mini album và 1 album được phát hành.

### Rooftop Prince OST Part 1
| STT | Nhan đề                                                    | Performer(s)  | Thời lượng |
| --- | ---------------------------------------------------------- | ------------- | ---------- |
| 1.  | "After a Long Time" ("한참 지나서")                        | Baek Ji-young | 3:20       |
| 2.  | "Hurt" ("상처")                                            | Ali           | 4:01       |
| 3.  | "After a Long Time (Instrumental)" ("한참 지나서 (Inst.)") |               | 3:21       |
| 4.  | "Hurt (Instrumental)" ("상처 (Inst.)")                     |               | 4:01       |

### Rooftop Prince OST Part 2
| STT | Nhan đề                                              | Performer(s) | Thời lượng |
| --- | ---------------------------------------------------- | ------------ | ---------- |
| 1.  | "A Happy Ending" ("해피엔딩")                        | Jay Park     | 3:14       |
| 2.  | "A Happy Ending (Instrumental)" ("해피엔딩 (Inst.)") |              | 3:14       |

### Rooftop Prince OST Part 3
| STT | Nhan đề                                                               | Performer(s)  | Thời lượng   |
| --- | --------------------------------------------------------------------- | ------------- | ------------ |
| 1.  | "After a Long Time" ("한참 지나서")                                   | Jo Eun        | 3:22 or 3:25 |
| 2.  | "Even Under the Sky" ("어느 하늘 아래 있어도")                        | Park Ki-young | 3:45         |
| 3.  | "Andante"                                                             | Jiin          | 4:02         |
| 4.  | "Difficult Love" ("사랑은 어려워")                                    | Twilight      | 3:31         |
| 5.  | "Shine" ("비춰줄께")                                                  | Kilgu Bong-gu | 3:22         |
| 6.  | "After a Long Time (Instrumental)" ("한참 지나서 (Inst.)")            |               | 3:22         |
| 7.  | "Even Under the Sky (Instrumental)" ("어느 하늘 아래 있어도 (Inst.)") |               | 3:45         |
| 8.  | "Andante (Instrumental)"                                              |               | 4:02         |
| 9.  | "Difficult Love (Instrumental)" ("사랑은 어려워 (Inst.)")             |               | 3:31         |
| 10. | "Shine (Instrumental)" ("비춰줄께 (Inst.)")                           |               | 3:22         |

### Rooftop Prince OST Vol. 1
| STT | Nhan đề                                               | Performer(s)  | Thời lượng |
| --- | ----------------------------------------------------- | ------------- | ---------- |
| 1.  | "After a Long Time" ("한참 지나서")                   | Baek Ji-young | 3:22       |
| 2.  | "Hurt" ("상처")                                       | Ali           | 4:03       |
| 3.  | "A Happy Ending" ("해피엔딩")                         | Jay Park      | 3:16       |
| 4.  | "Buyongji yeonmot" ("부용지 연못")                    |               | 1:55       |
| 5.  | "Bin" ("빈")                                          |               | 1:51       |
| 6.  | "Oktapbangwangseja (Title)" ("옥탑방 왕세자 (Title)") |               | 1:22       |
| 7.  | "Jjoljjori 4inbang" ("쫄쫄이 4인방")                  |               | 2:31       |
| 8.  | "Seoul Nadeuri" ("서울 나들이")                       |               | 1:25       |
| 9.  | "Geumsohwadongsuk" ("금소화동숙")                     |               | 2:27       |
| 10. | "Susukkekki" ("수수께끼")                             |               | 1:46       |
| 11. | "After a Long Time" ("한참지나서 (Inst.)")            |               | 3:22       |
| 12. | "Hurt (Instrumental)" ("상처 (Inst.)")                |               | 4:03       |
| 13. | "A Happy Ending (Instrumental)" ("해피엔딩 (Inst.)")  |               | 3:14       |

## Đánh giá
| Tập #      | Ngày chiếu tại Hàn Quốc | TNmS Ratings                | TNmS Ratings                | AGB Ratings                 | AGB Ratings                 |
| Tập #      | Ngày chiếu tại Hàn Quốc | Thị phần khán giả bình quân | Thị phần khán giả bình quân | Thị phần khán giả bình quân | Thị phần khán giả bình quân |
| Tập #      | Ngày chiếu tại Hàn Quốc | Toàn quốc                   | Vùng thủ đô Seoul           | Toàn quốc                   | Vùng thủ đô Seoul           |
| ---------- | ----------------------- | --------------------------- | --------------------------- | --------------------------- | --------------------------- |
| 1          | 21 thang 3, 2012        | 8.7%                        | 9.7%                        | 9.8%                        | 11.3%                       |
| 2          | 22 tháng 3 năm 2012     | 12.0%                       | 14.0%                       | 10.5%                       | 11.7%                       |
| 3          | 28 tháng 3 năm 2012     | 10.2%                       | 11.2%                       | 11.2%                       | 12.3%                       |
| 4          | 29 tháng 3 năm 2012     | 11.1%                       | 12.9%                       | 11.4%                       | 12.7%                       |
| 5          | 4 tháng 4 năm 2012      | 10.9%                       | 12.1%                       | 11.2%                       | 12.5%                       |
| 6          | 5 tháng 4 năm 2012      | 14.0%                       | 16.0%                       | 12.5%                       | 14.0%                       |
| 7          | 12 tháng 4 năm 2012     | 12.1%                       | 13.5%                       | 12.5%                       | 14.2%                       |
| 8          | 18 tháng 4 năm 2012     | 11.6%                       | 14.8%                       | 11.4%                       | 12.2%                       |
| 9          | 19 tháng 4 năm 2012     | 11.8%                       | 13.7%                       | 12.0%                       | 13.4%                       |
| 10         | 19 tháng 4 năm 2012     | 11.2%                       | 14.3%                       | 10.4%                       | 11.9%                       |
| 11         | 25 tháng 4 năm 2012     | 11.6%                       | 13.0%                       | 10.6%                       | 11.4%                       |
| 12         | 26 tháng 4 năm 2012     | 12.3%                       | 13.7%                       | 11.3%                       | 12.4%                       |
| 13         | 2 tháng 5 năm 2012      | 11.5%                       | 14.1%                       | 10.3%                       | 11.1%                       |
| 14         | 3 tháng 5 năm 2012      | 12.0%                       | 14.0%                       | 11.6%                       | 12.5%                       |
| 15         | 9 tháng 5 năm 2012      | 11.4%                       | 13.2%                       | 11.6%                       | 13.0%                       |
| 16         | 10 tháng 5 năm 2012     | 12.4%                       | 14.5%                       | 12.5%                       | 13.8%                       |
| 17         | 16 tháng 5 năm 2012     | 13.8%                       | 16.1%                       | 11.8%                       | 12.7%                       |
| 18         | 17 tháng 5 năm 2012     | 13.5%                       | 16.0%                       | 12.1%                       | 12.9%                       |
| 19         | 23 tháng 5 năm 2012     | 15.1%                       | 17.3%                       | 12.8%                       | 13.8%                       |
| 20         | 24 tháng 5 năm 2012     | 14.9%                       | 16.2%                       | 14.8%                       | 15.7%                       |
| Trung bình | Trung bình              | 12.1%                       | 14.1%                       | 11.6%                       | 12.8%                       |

Mặc dù điểm trung bình chỉ tính tại Hàn Quốc, nhưng bộ phim rất phổ biến ở nước ngoài đặc biệt là Trung Quốc và Nhật Bản. Người hâm mộ từ 35 quốc gia khác nhau đã đến thăm trường quay.

## Giải thưởng
2012 (7th) Seoul International Drama Awards
- Bộ phim Hàn xuất sắc nhất
- Nam diễn viên chính xuất sắc nhất (Park Yoochun)
- Nữ diễn viên chính xuất sắc nhất (Han Ji-min)
- People's Choice (Park Yoochun)

2012 (5th) Korea Drama Awards 
- Top nghệ sĩ xuất sắc, nữ diễn viên (Han Ji-min)

2012 (1st) K-Drama Star Awards 
- Giải nghệ sĩ xuất sắc, nữ diễn viên (Han Ji-min)

2012 (1st) German Remarkable Korean Awards
- Bộ phim Hàn xuất sắc nhất
- Diễn viên xuất sắc nhất (Park Yoochun)

2012 SBS Drama Awards
- Top giải thưởng xuất sắc, nữ diễn viên trong drama đặc biệt (Han Ji-min)
- Top giải thưởng xuất sắc, nam diễn viên trong drama đặc biệt (Park Yoochun)
- Top giải thưởng xuất sắc, nữ diễn viên trong drama đặc biệt (Jung Yoo-mi)
- Top 10 ngôi sao (Park Yoochun)
- Top 10 ngôi sao (Han Ji-min)
- Popularity Award (Park Yoochun)
- Cặp đôi đẹp nhất (Park Yoochun và Han Ji-min)

## Truyền hình quốc tế
- Nhật Bản - Phát sóng tại Nhật Bản kênh KNTV (2012), WOWOW (2013), và TBS (2013).
- Đài Loan - Phát sóng tại Đài Loan kênh GTV.
- Hồng Kông - Phát sóng tại Hồng Kông trên i-CABLE Entertainment Channel và TVB J2
- Philippines - Phát sóng tại Philippines trên ABS-CBN từ 7 tháng 1 đến 12 tháng 4 năm 2013 từ 5:10 đến 5:50 chiều. (PST) cho 58 tập. Sau đó dời lịch phát sóng từ 4:45 đến 5:20 chiều, bắt đầu từ 18 tháng 3 đến 12 tháng 4 năm 2013.[3]
- Indonesia - Phát sóng tại Indonesia trên Indosiar từ 11 tháng 3 đến 12 tháng 4 năm 2013 từ 4:05 đến 5:05 chiều. Sau đó chuyển từ 5:05 đến 6:05 chiều 15 tháng 4 đến 19 tháng 4 năm 2013
- Malaysia - Phát sóng tại Malaysia kênh 8tv từ 4 tháng 7 năm 2013 từ 8.30 đến 9.30 tối. Kênh Astro Shuang Xing từ 30 tháng 4 năm 2013 lúc 8:30 tối. CHANNEL ASTRO ONES HD (393) từ 29 tháng 12.
- Việt Nam - Phát sóng tại Việt Nam trên kênh SCTV11 từ ngày 5 tháng 1 đến 1 tháng 2 năm 2014 lúc 5:45 chiều và từng được TVM Corp. mua bản quyền phát sóng trên kênh HTV3